# Viceprimer ministre d'Irlanda del Nord
El Vice-primer ministre d'Irlanda del Nord és el segon cap del govern i segon representant d'aquesta nació integrada dins el Regne Unit. Des del 15 d'octubre de 2002 fins al 8 de maig de 2007, l'autonomia va estar suspesa, no hi va haver govern, principalment pel conflicte entre catòlics i protestants. Des de l'1 de juliol de 1998 existeix aquest càrrec. El Vice-primer Ministre d'Irlanda del Nord és Martin McGuinness, del Sinn Féin (SF).

## Llista de Vice-primers Ministres (1998-actualitat)
| No. | Nom                           | Inici                  | Fi                     | Partit |
| --- | ----------------------------- | ---------------------- | ---------------------- | ------ |
| 1.  | Seamus Mallon (Primer mandat) | 1 de juliol de 1998    | 15 de juliol de 1999   | SDLP   |
| -   | Vacant                        | 15 de juliol de 1999   | 29 de novembre de 1999 | -      |
| 2.  | Seamus Mallon (Segon mandat)  | 29 de novembre de 1999 | 6 de novembre de 2001  | SDLP   |
| 3.  | Mark Durkan                   | 6 de novembre de 2001  | 15 d'octubre de 2002   | SDLP   |
| -   | Vacant, autonomia suspesa     | 15 d'octubre de 2002   | 8 de maig de 2007      | -      |
| 4.  | Martin McGuinness             | 8 de maig de 2007      | actualitat             | SF     |